# Greatest Hits: My Prerogative
Greatest Hits: My Prerogative – zestaw największych przebojów Britney Spears plus cover utworu Bobby’ego Browna zatytułowany „My Prerogative” oraz zupełnie nową kompozycja „Do Somethin’”. Kolejną niespodzianką jest taneczna piosenka „I've Just Begun (Having Fun)”, która zdobyła sporą popularność w sieci, a wcześniej dołączono ją jedynie jako utwór dodatkowy na europejskiej wersji DVD „In the Zone”. Specjalna, limitowana edycja płyty zawiera dodatkowy krążek z tanecznymi remiksami największych przebojów Britney.

## Lista utworów
1. „My Prerogative” (Bloodshy & Avant)
2. „Toxic” (Dennis, Karlsson, Winnberg, Jonback)
3. „I’m a Slave 4 U” (Hugo, Williams)
4. „Oops!... I Did It Again” (Max Martin, Rami)
5. „Me Against the Music” ft. Madonna (Spears, Madonna, Stewart, Nikhereanye, Magnet, Nash, O’Brien)
6. „Stronger” (Max Martin, Rami)
7. „Everytime” (Spears, Stamatelatos)
8. „Baby One More Time” (Max Martin)
9. „(You Drive Me) Crazy” (The Stop! Remix) (Max Martin, J. Elofsson, P. Magnusson, D. Kreuger)
10. „Boys (Co-Ed Remix)” ft. Pharell Williams (Hugo, Williams)
11. „Sometimes” (J. Elofsson)
12. „Overprotected” (Max Martin, Rami)
13. „Lucky” (Max Martin, Rami, A. Kronlund)
14. „Outrageous” (R. Kelly)
15. „Born to Make You Happy” (Kristian Lundin, Andreas Carlsson)
16. „I Love Rock ’n’ Roll” (Hooker, Merrill)
17. „I’m Not a Girl, Not Yet a Woman” (Dido, Max Martin, Rami)
18. „I've Just Begun (Having Fun)”
19. „Do Somethin’” (Bloodshy & Avant)

Bonus CD w limitowanej wersji
1. „Toxic” (Armand Van Helden Remix Edit)
2. „Everytime” (Hi-Bias Radio Remix)
3. „Breathe on Me” (Jacques Lu Cont Mix)
4. „Outrageous” (Junkie XL Dancehall Mix)
5. „Stronger” (Miguel ‘Migs’ Vocal Mix)
6. „I’m a Slave 4 U” (Thunderpuss Club Mix)
7. „Chris Cox Megamix”

## Pozycje sprzedaży
| Rosja Albums Chart                | Russian Albums Chart          | 1 | 5× Platynowa Płyta | 150,000+   |
| Australia Albums Chart            | ARIA                          | 1 | 6x Platyna         | 650.000    |
| Irlandia Albums Chart             | IRMA                          | 1 | Platyna            | 45.000     |
| Kanada Albums Chart               | Nielsen SoundScan             | 1 | 3x Platyna         | 300.000+   |
| Wielka Brytania Albums Chart      | British Phonographic Industry | 1 | Platyna            | 450.000+   |
| Stany Zjednoczone Billboard 200   | RIAA                          | 1 | 2x Platyna         | 2.650.000  |
| Argentyna Albums Chart            | CAPIF                         | 1 | Platyna            | 40.000+    |
| Brazylia Albums Chart             | ABPD                          | 1 | Platyna            | 100.000+   |
| Japonia                           | Oricon                        | 1 | 3x Platyna         | 750.000+   |
| Francja Albums Chart              | SNEP/IFOP                     | 2 | 3x Platyna         | 350.000+   |
| Grecja International Albums Chart | IFPI Greece                   | 3 | Złoto              | 15.000+    |
| Belgia Albums Chart               | IFPI Belgium                  | 1 | Platyna            | 30.000     |
| Hiszpania Albums Chart            | PROMUSICAE                    | 1 | 2x Platyna         | 100.000    |
| Węgry Albums Chart                | MAHASZ                        | 1 | Platyna            | 15.000     |
| Nowa Zelandia Albums Chart        | RIANZ                         | 8 | Złoto              | 20.000     |
| Włochy Albums Chart               | FIMI                          | 1 | 2x Platyna         | 40.000     |
| Europa Albums Chart               | IBFI                          | 1 | 3x Platyna         | 3.000.000  |
| Polska Albums Chart               | ZPAV                          | 4 | Platyna            | 80.000     |
| Notowania Międzynarodowe          |                               |   |                    |            |
| Świat                             | United World Chart            | 1 | 10x Platyna        | 10.000.000 |

## Single
- „My Prerogative” (październik 2004)
- „Do Somethin’” (luty 2005)
- „Megamix” (Chris Cox)